# Голенищев-Кутузов, Павел Иванович
Па́вел Ива́нович Голени́щев-Куту́зов (1 (12) ноября 1767, Санкт-Петербург — 15 (27) сентября 1829, Тверь) — военный, деятель системы образования, тайный советник, сенатор, литератор из рода Голенищевых-Кутузовых.

## Биография
Родился 1 (12) ноября 1767 года в Санкт-Петербурге. Сын президента Адмиралтейств-коллегии Ивана Логгиновича Голенищева-Кутузова и Евдокии Ильиничны Бибиковой (1743—1807; на её сестре был женат М. И. Голенищев-Кутузов). Получил домашнее образование. Первые стихотворные опыты Голенищева-Кутузова начались в 13 лет под руководством поэта И. Ф. Богдановича.
В январе 1776 года записан кадетом в Днепровский пикинёрный полк. С 1780 года — поручик. В 1783 году в чине капитана начал службу при Г. А. Потёмкине, его ординарец (адъютант).
В январе 1785 года переведён во флот генерал-адъютантом в штаб адмирала С. К. Грейга. В ходе русско-шведской войны 1788—1790 годов участвовал в Гогландском морском сражении в июле 1788 года и отправлен был с донесением о нём к императрице; произведён по этому случаю в подполковники, с назначением в Псковский драгунский полк.
С 1788 года служил в Псковском драгунском полку. Во время боевых действий против шведов ранен в руку и в лоб. С 1794 года полковник Екатеринославского кирасирского полка.
С середины 1790-х годов писал официальные торжественные оды на восшествие императора Павла I на престол, на победы русских войск в Италии и т. д., следуя поэтике М. В. Ломоносова; одновременно создавал стихотворения и в жанре «лёгкой поэзии», переводил на французский язык произведения Г. Р. Державина, Ю. А. Нелединского-Мелецкого, Д. И. Хвостова.
В 1798 году перешёл на гражданскую службу, получил чин действительного статского советника. Активный член масонских организаций.
В 1798 году после смерти И. И. Шувалова назначен куратором куратором Московского университета (формально став 3-м куратором после М. М. Хераскова и Ф. Н. Голицына, но реально претендуя на главенство в решении университетских дел). Назначение Голенищева-Кутузова было негативно встречено другими кураторами и внесло путаницу в управление университетом, вызвало поток жалоб со стороны директора И. П. Тургенева.
В 1800 году Голенищев-Кутузов представил императору Павлу I проект «плана нового образа учения в Московском университете» и преобразования Благородного пансиона в кадетский корпус. За эти труды получил чин тайного советника и бриллиантовый перстень.
После создания Министерства народного просвещения и назначения попечителем Московского университета М. Н. Муравьёва Голенищев-Кутузов вместе с остальными кураторами указом от 21 ноября 1803 года был уволен в отставку (хотя обращался к министру с просьбой оставить его в должности и после преобразований). Голенищев-Кутузов был причислен к герольдии, с награждением орденом Святой Анны 1-й степени. С 1806 года — почётный член Московского университета, в 1812—1814 годах — его вице-президент.
В 1803 году открыл в Москве тайную ложу «Нептун» под собственным руководством; примыкал к консервативному крылу в масонстве, которое стремилось подавить в России распространение идей Просвещения. Этим, в частности, объяснялись доносы, которые Голенищев-Кутузов регулярно (с 1799) подавал на своего литературного противника Н. М. Карамзина, обвиняя его в «безбожии» и «развращении нравов». Желание масонских кругов получить контроль над образованием определило интерес в деятельности Голенищева-Кутузова к сфере народного просвещения.
В отставке активно обратился к литературному творчеству. Член Российской академии (с 1803). Издал «Стихотворения» (1803—1804): переложения псалмов, оды, эпистолы, мелкие переводы с французского, немецкого и итальянского. Перевёл стихотворения английского поэта-сентименталиста Т. Грея (вызвав неодобрительный отзыв А. Ф. Мерзлякова), а также греческих поэтов Пиндара, Сафо, Гесиода, Феокрита. Издатель журнала «Друг просвещения» (вместе с Д. И. Хвостовым и Г. С. Салтыковым), подвергавшегося осмеянию критиками за низкий уровень публикуемых произведений.
С конца августа 1805 по 1821 год сенатор 1 отделения 6 (уголовного, кассационного) департамента Сената в Москве. 26 июля 1821 года отрешён от присутствия в Сенате.
В 1810—1812 годах — член Главного правления училищ. С конца мая 1810 года — попечитель Московского университета и Московского учебного округа (назначен на этот пост по протекции И. В. Гудовича, женатого на сестре А. К. Разумовского, тогдашнего министра народного просвещения).
В первые годы на посту куратора Московского университета проявил огромную энергию, стремясь лично контролировать все стороны университетской жизни. Под его давлением университет покинули ряд профессоров и преподавателей, в которых Голенищев-Кутузов не нашёл должного «повиновения» (И. Т. Буле, Ф. Г. Баузе, З. А. Горюшкин, А. Х. Чеботарёв, Н. Ф. Кошанский). Новые приглашения профессоров в Московский университет были обусловлены личными связями Голенищева-Кутузова (так, юрист Н. Н. Сандунов был знаком ему по службе в Сенате) и не всегда приводили к повышению уровня преподавания (недостатки в преподавании математики профессором П. И. Суворовым стали причиной основанием студентами и магистрами университета Московского общества математиков). Голенищев-Кутузов пытался нарушить основные принципы университетской автономии и в мае 1811 года представил в министерство собственные кандидатуры деканов вместо избранных факультетеми (но министр утвердил результаты выборов).
В 1811 году принят в почётные члены общества «Беседа любителей русского слова». Добился учреждения в Московском университете кафедры славянско-русской словесности, которая должна была вести преподавание в соответствии с программой архаистов. Принял активное участие в борьбе архаистов против карамзинистов, выразившаяся в возобновившихся доносах Голенищева-Кутузова министру народного просвещения на Н. М. Карамзина и близких к нему лиц в Московском университете. По инициативе и при участии Голенищева-Кутузова в 1811 году произошло основание при Московском университете Общества любителей российской словесности и реорганизация Общества истории и древностей Российских.
Отрицательные черты управления Голенищевым-Кутузовым университетом отчётливо проявились в период Отечественной войны 1812 года. В критические дни Голенищев-Кутузов оставил университет на произвол судьбы, не сумел организовать эвакуацию многочисленных ценностей Московского университета, которые по этой причине погибли в Московском пожаре, к тому же Голенищев-Кутузов фактически ограбил казну университета. В то же время после войны Голенищев-Кутузов активно включился в восстановление университета (комиссия по делам которого работала в его доме), способствовал скорейшему возобновлению университетских занятий, арендовав для этого подходящее помещение, восстановлению зданий университета, его библиотеки, различных коллекций.
В 1813 году Голенищев-Кутузов пригласил на кафедру в Московский университет талантливого врача-самоучку Е. О. Мухина, ставшего одним из лидеров медицинского факультета. В 1813—1816 годы организовал финансовую поддержку издания фундаментальной «Истории медицины в России», составленной профессором В. М. Рихтером.
Осматривал, по Высочайшему повелению, Демидовское училище в Ярославле и учебные заведения в нескольких губерниях.
В конце декабря 1816 года отставлен от должности попечителя. Последние годы провёл в своём имении близ Твери, занимаясь литературными трудами и воспитанием дочери Авдотьи Павловны, одной из первых русских поэтесс, жены декабриста Ф. Н. Глинки.
С 1820 года — ординарный член Императорского Общества испытателей природы при Московском университете.
Умер 15 (27) сентября 1829 года в Твери. Похоронен в деревне Кузнецово Рамешковского района Тверской области. Могила и памятник сохранились до нашего времени.

## Семья
От брака с княжной Еленой Ивановной Долгоруковой (ум. 1850) родились дочь и сын:
- Авдотья Павловна (1795—1863) — замужем за Ф. Н. Глинкой
- Иван Павлович (1796—1840) — коллежский советник.

## Литературная деятельность
Поэт, переводчик.
7 ноября 1796 года поднёс императору Павлу оду на его восшествие на престол, за что произведён в полковники и пожалован золотой табакеркой. 2 августа 1799 года получил бриллиантовый перстень за поднесённую оду на победы русских войск в Италии.
В 1801 году сотрудничал в «Московском журнале». Был близок к кружку литераторов-архаистов адмирала А. С. Шишкова. Принимал участие в кампании по дискредитации Н. М. Карамзина.
С января 1803 года действительный член Российской академии. В 1804—1806 годах вместе с Д. И. Хвостовым и Г. С. Салтыковым издавал журнал «Друг просвещения». В 1806 году сотрудничал в периодическом издании «Лицей». Сотрудничал в «Друге юношества».
Время с 1805 по 1810 год наиболее богато его произведениями — по преимуществу торжественными одами на разные случаи; к этому же времени относится его перевод Пиндара и поэмы Берни «Четыре части дня».

### Переводы
- Творения Гезиода, переведённые Павлом Голенищевым-Кутузовым. — Москва: В типографии Платона Бекетова, 1807. — [4], I—XI, [1], 13 — 85, [1] с.

С 1810 года — почётный член Физико-медицинского общества при Московском университете. С января 1811 года — почётный член Санкт-Петербургской Академии наук. С 1811 года — почётный член Беседы любителей российского слова, почётный член Общества любителей российской словесности при Московском университете. С 1812 года — почётный член Общества врачебных и физических наук при Московском университете, член (одно время — почётный член) Общества истории и древностей российских при Московском университете. С 1815 года — почётный член Филармонического общества в Санкт-Петербурге. С 1819 года — почётный член Казанского общества любителей отечественной словесности, Харьковского университета; Общества любителей российской словесности, учреждённого при Ярославском Демидовском училище высших наук. В 1819—1821 годах — почётный член Общества любителей коммерческих знаний (при Московской коммерческой практической академии). В 1820 году — почётный член Московского общества сельского хозяйства.